# 1-й королевский танковый полк
1-й королевский танковый полк (англ. 1st Royal Tank Regiment (1 RTR)) — бронетанковое тактическое формирование Британской армии. Существовал в период 28 июля 1917 — август 2014.

## История
Первоначально полк был сформирован как рота А тяжелой секции Пулемётного корпуса (A Company, Heavy Section, Machine Gun Corps) в мае 1916 года во время Первой мировой войны (1914—1918). Рота участвовала в первом в истории танковом наступлении в 1916 году и снова принимала участие на Западном фронте в битве при Камбре в ноябре 1917 года, а затем в Стодневном наступлении. Оставаясь в составе армии в межвоенный период, в 1939 году рота А была переименована в 1-й королевский танковый полк.
Во время Второй мировой войны, будучи весь период в составе 7-й бронетанковой дивизии, 1-й королевский танковый полк принимал участие в осаде Тобрука летом 1941 года и битве при Эль-Аламейне в октябре 1942 года, продвижении по Италии в конце 1943 года, высадке в Нормандии в июне 1944 года и вторжении западных союзников в Германию в 1945 году.
После периода базирования в Германии, 1 RTR сражался с коммунистическими силами во время Корейской войны.
Полк находился в зоне Суэцкого канала в составе 25-й бронетанковой бригады для защиты британских интересов в этой зоне с января 1954 по август 1955 г.
В 1957 году полк был переброшен в Гонконг в составе 48-й пехотной бригады гуркхов. Когда полк покинул Гонконг в 1960 году, он заменил танки «Комета» на «Центурионы» в Хоне, ФРГ.
В период 1984—1993 гг. полк базировался в Тофрек-Баррекс г. Хильдесхайм (земля Нижняя Саксония), находясь в составе 1-й бронетанковой дивизии. Имел на вооружении 57 танков Чифтен Mk 11/C.
В 1993 году он был объединён с 4-м королевским танковым полком без изменения названия. Он включал в себя оба традиционных района комплектования первоначальных полков — графство Мерсисайд и Шотландию.
В 1999 году два эскадрона были выделены в Объединённый полк РХБЗ (Joint NBC Regiment) с 27-мй эскадроном полка RAF. В декабре 2011 года полк передал свою ответственность за РХБЗ Полку RAF.
25 июня 2008 года в Букингемском дворце королева вручила 1RTR и 2RTR их новые штандарты, включающие новую боевую почесть «Аль-Басра 2003».
2 августа 2014 года полк объединился с 2RTR и сформировал Королевский танковый полк (RTR), базирующийся в казармах Аливал в Тидворте и являющийся одним из трёх бронетанковых полков, оснащённых танком Challenger 2.
Историю и традиции 1 RTR сохраняет эскадрон «Аякс» Королевского танкового полка.